# Urbandale
Urbandale is een plaats (city) in de Amerikaanse staat Iowa, en valt bestuurlijk gezien onder Dallas County en Polk County.

## Demografie
Bij de volkstelling in 2000 werd het aantal inwoners vastgesteld op 29.072.
In 2006 is het aantal inwoners door het United States Census Bureau geschat op 37.173, een stijging van 8101 (27.9%).

## Geografie
Volgens het United States Census Bureau beslaat de plaats een oppervlakte van
53,7 km², waarvan 53,6 km² land en 0,1 km² water.

## Plaatsen in de nabije omgeving
De onderstaande figuur toont nabijgelegen plaatsen in een straal van 8 km rond Urbandale.